# 全缘比赖藓
全缘比赖藓（学名：Brotherella integrifolia）为锦藓科小锦藓属下的一个种。其种加词“integrifolia”意为“全缘叶的”。